# Nagosz wapienny
Nagosz wapienny (Gymnostomum calcareum Nees & Hornsch.) – gatunek mchu należący do rodziny płoniwowatych (Pottiaceae Schimp.).

## Rozmieszczenie geograficzne
Występuje w Ameryce Północnej (Stany Zjednoczone, Meksyk), Europie, Azji, Afryce, na wyspach atlantyckich (Azory, Wyspy Kanaryjskie), wyspach Oceanu Indyjskiego, Nowej Zelandii, Australii i Ameryce Południowej.

## Morfologia
GametofitRosną w skupisku lub gęstej darni, barwy jasno do ciemnozielonej. Łodyżki wyprostowane, zazwyczaj pojedyncze, osiągają do 10 mm wysokości. Listki podłużne lub lancetowate, proste do lekko odgiętych przy wierzchołku, długości od 0,4–0,6 mm do 0,7–0,8 mm. Wierzchołek listka zaokrąglony do szeroko zaostrzonego. Żebro sztywne, kończy się poniżej szczytu listka.
SporofitSeta smukła, długości 3–4 mm. Puszki zarodni eliptyczne lub jajowate do cylindrycznych. Zębów perystomu brak.

## Biologia i ekologia
Puszki z zarodnikami dojrzewają na wiosnę.  
Rośnie na wilgotnych powierzchniach klifów, mokrych skałach w pobliżu wodospadów, na skałach wapiennych w regionach górskich lub na cienkiej warstwie gleby na podłożu skalnym. Występuje na niskich do średnich wysokościach (150–700 m n.p.m.).

## Systematyka i nazewnictwo
Synonimy: Gymnostomum gracillimum Nees & Hornsch., Gymnostomum parisii R. Br. bis, Gymnostomum pygmaeum R. Br. bis, Gymnostomum salmonii R. Br. bis, Gyroweisia lineafolia Kindb., Mollia calcarea (Nees & Hornsch.) Lindb., Trichostomum linearifolium R. Br. bis.
Odmiany:
- Gymnostomum calcareum var. brevisetum (Nees & Hornsch.) Rabenh.
- Gymnostomum calcareum var. longifolium Dixon
- Gymnostomum calcareum var. viridulum (Brid.) Bruch & Schimp.

## Zagrożenia
Gatunek został wpisany na czerwoną listę mchów województwa śląskiego z kategorią zagrożenia „DD” (o nieokreślonym zagrożeniu, wymagające dokładniejszych danych, stan na 2011 r.). W Czechach (w 2005 r.) i na Słowacji (w 2001 r.) nadano mu kategorię „VU” (narażony na wyginięcie).